# 能登和夫
能登 和夫（のと かずお、1931年（昭和6年）3月24日 - 1994年（平成6年）8月28日）は、日本の政治家。北海道三笠市長。

## 経歴
北海道三笠市出身。1948年（昭和23年）空知農業高等学校卒、北海道三笠高等学校定時制卒。
1948年（昭和23年）三笠町役場に入り、1954年（昭和29年）三笠高等学校の定時制に入学、勤労学生となる。三笠市教育長を経て、1983年（昭和58年）三笠市長に初当選。以後、連続2期務め、1991年（平成3年）に勇退。